# Cung tần (Càn Long)
Cung tần Lâm thị (chữ Hán: 恭嬪林氏, 30 tháng 1 năm 1734 - 16 tháng 1 năm 1806), là một phi tần của Thanh Cao Tông Càn Long Đế.

## Tiểu sử
Cung tần Lâm thị là con gái của Bái đường a Phật Âm (佛音). Bà sinh ngày 26 tháng 12 năm Ung Chính thứ 11 (30 tháng 1 năm 1734).
Xuất thân của Lâm thị có nghi vấn, có vài nhận định là người thuộc Tương Hoàng kỳ Bao y thuộc Hóa Tề Quản lĩnh, đấy là dựa theo một tài liệu của Nội vụ phủ về một người là ["Lâm Quý"; 林貴] nhập kỳ, và có ý kiến ấy chính là Lâm Quý nhân. Tuy nhiên, "Lâm Quý" rất có thể chỉ đến Lâm Quý, một Thái giám học nghề ở Nam Phủ, sau biểu hiện xuất sắc mà từ không có kỳ tịch ban cho nhập kỳ (Thái giám không phải người Bát kỳ), không liên quan gì đến Lâm thị cả.
Năm Càn Long thứ 13 (1748), tháng giêng, có xuất hiện tài liệu cho thấy Lâm thị đã là Thường tại, cùng năm tháng 5, lại thấy Lâm thị đã là Quý nhân. Cung đình triều Thanh từ tước Tần trở xuống thì đều không có Lễ sách phong, sự thăng vị giáng vị của họ đều chỉ là thay danh xưng cùng đãi ngộ. Năm thứ 14 (1749), tháng giêng, ghi chép về phân lệ cung nữ, biểu hiện thấy Lâm Quý nhân bị giáng chức xuống Thường tại. Năm Càn Long thứ 16 (1751), ngày 2 tháng 1 (âm lịch), Lâm Thường tại được khôi phục lại vị hiệu Quý nhân. Từ đó về sau, mãi đến khi ghi chép chính thức sách phong hàng Tần vào 43 năm sau thì Lâm thị tại vị Quý nhân hơn 40 năm.
Năm Càn Long thứ 59 (1794), ngày 20 tháng 11 (âm lịch), Lâm Quý nhân dời Thừa Càn cung, có thể thấy lúc này Lâm Quý nhân đã được chiếu phong làm Tần, từ tước Tần trở lên thì cung phi đều có phong hiệu, nên Lâm thị được gọi là Cung tần (恭嫔). Ngày 29 tháng 12 cùng năm, mệnh Lễ bộ Thượng thư Đức Minh (德明) làm Chính sứ, Hữu Thị lang Đa Vĩnh Vũ (多永武) làm Phó sứ, chính thức làm lễ sách phong.
Sách văn viết:
| “                           | 朕惟九禦承庥。協坤儀而宣化。六宮備位。彰媛德以垂型。載錫綸言。用昭嬪則。諮爾貴人林氏、久簡掖庭。動循禮法。肅雍奉職。持圭璧以維虔。嘉順揚徽。凜冰淵而著慎。年逾週甲。延壽宇之蕃厘。歲紀濱寅。晉榮封之懋典。茲晉封爾為恭嬪。錫之冊命。爾其光崇令譽。長依日月之華。益飭芳規。克式鵷鸞之序。欽哉。 . Trẫm duy cửu ngự thừa hưu. Hiệp khôn nghi nhi tuyên hóa. Lục cung bị vị. Chương viện đức dĩ thùy hình. Tái tích luân ngôn. Dụng chiêu tần tắc. Tư nhĩ Quý nhân Lâm thị, cửu giản dịch đình. Động tuần lễ pháp. Túc ung phụng chức. Trì khuê bích dĩ duy kiền. Gia thuận dương huy. Lẫm băng uyên nhi trứ thận. Niên du chu giáp. Duyên thọ vũ chi phồn li. Tuế kỷ tân dần. Tấn vinh phong chi mậu điển. Tư tấn phong nhĩ vi Cung tần. Tích chi sách mệnh. Nhĩ kỳ quang sùng lệnh dự. Trường y nhật nguyệt chi hoa. Ích sức phương quy. Khắc thức uyên loan chi tự. Khâm tai. | ” |
| — Sách văn Cung tần Lâm thị | |   |

Tháng 10 năm Gia Khánh thứ 6 (1800), Cung tần dời cung về ở Thọ Khang cung, Gia Khánh Đế lệnh cho người bày biện trang trí Thọ Khang cung theo tiêu chuẩn Tần vị, có cung nữ đầy đủ. Lúc này thì trong cung chỉ còn có ba vị Uyển Quý Thái phi Trần thị, Đôn phi Uông thị và Cung tần Lâm thị mà thôi.
Năm Gia Khánh thứ 10, ngày 27 tháng 11 (âm lịch) (16 tháng 1 năm 1806), Cung tần Lâm thị qua đời, hưởng thọ 73 tuổi. Năm thứ 12 (1807), ngày 3 tháng 11 (âm lịch), làm lễ an táng tại Phi viên tẩm của Thanh Dụ lăng.

## Văn hóa đại chúng
| Năm  | Phim ảnh truyền hình      | Diễn viên    | Nhân vật    |
| 2018 | 《Hậu cung Như Ý truyện》 | Tôn Văn Đình | Lâm Tụy Vân |